# Бромид гадолиния(III)
Бромид гадолиния(III) — неорганическое соединение, 
соль гадолиния и бромистоводородной кислоты с формулой GdBr3,
бесцветные кристаллы,
растворяется в воде,
образует кристаллогидрат.

## Физические свойства
Бромид гадолиния(III) образует бесцветные кристаллы.
Хорошо растворяется в воде.
Образует кристаллогидрат состава GdBr3•6H2O.